# Moslimminderheid van Griekenland

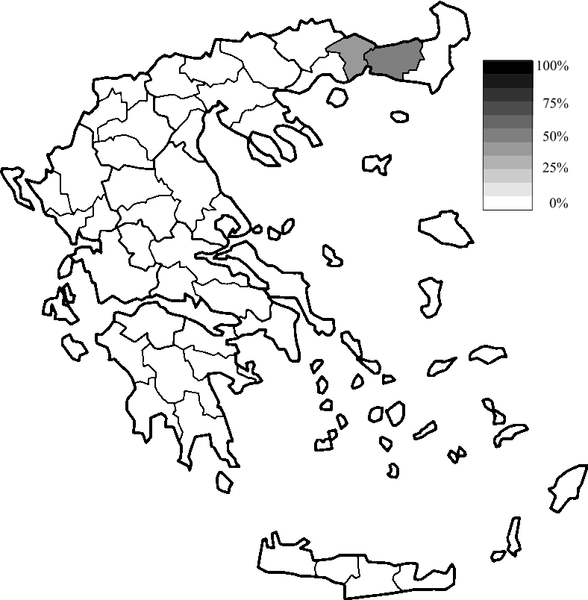
Kaart van de moslimminderheid per departement (volkstelling 1991)

De moslimminderheid van Griekenland (Grieks: μουσουλμανική μειονότητα Ελλάδας, mousoulmaniki meionotita Elladas; Turks: Yunanistan müslüman azınlığı; Bulgaars: мюсюлманско малцинство на Гърция, mjusjulmansko malcinstvo na Gǎrcija; Romani: Xoraxani selyori andi Elada) is de grootste expliciet erkende minderheid in Griekenland. Tot deze groep behoren 140.000 mensen of 1,4% van de bevolking.
De moslimminderheid bestaat uit verschillende autochtone etniciteiten, met name Turken, Albanezen, en Bulgaren (Pomaken). Een soortgelijke algemene term, moslim van nationaliteit, werd in de Socialistische Federale Republiek Joegoslavië voor alle Slavische moslims gebruikt.
De Griekse moslimminderheid woont vooral in Thracië, waar ze 28,88% van de bevolking vormt. De meeste van hen zijn Turken.
Ze zijn de meerderheid in Rodopi (51,77%), en zijn een grote minderheid in Xanthi (41,19%) en een kleine minderheid in het departement Evros (4,65%).
Er is ook een Turkssprekende minderheid van 5.000 mensen in de Dodekanesos. 3.000 Turkssprekende moslims wonen op het eiland Rhodos en 2.000 op het eiland Kos.
De Turkse minderheid in Thracië beklaagde zich in januari 2023 bij de speciale rapporteur voor minderheden van de VN over de Griekse overheid. Ze worden alleen erkend als moslimminderheid, en mogen de aanduiding "Turks" niet in hun naam dragen. Een deel van hun mufti's is aangewezen door de Griekse overheid, die de wijze van selectie door de moskeebesturen niet accepteert. En door de teruglopende bevolking is een aantal scholen gesloten.